# 77 West Wacker Drive
77 West Wacker Drive, antiguamente United Building, es un edificio de oficinas situado en el Loop de Chicago, Estados Unidos. Completado en 1992, este edificio tiene una altura de 204 metros y unos 87 700 m² de superficie interior. Tiene 51 plantas y fue diseñado por Ricardo Bofill. Antiguamente se llamaba RR Donnelley Building, cuando la imprenta RR Donnelley era el principal ocupante del rascacielos. RR Donnelley trasladó su sede a otra ubicación en mayo de 2005, y en 2007 el edificio se convirtió en la sede de United Airlines. Este acuerdo incluía el derecho a llamar el edificio United Building.
Fue la sede mundial de United Airlines y su empresa matriz, United Continental Holdings. También fue la sede de la filial de United Continental Continental Airlines hasta que se fusionó con United el 30 de noviembre de 2011. En 2012, United se trasladó a la Torre Willis, donde ocupa unas veinte plantas.
El edificio tiene una revista llamada FOCUS, publicada por Prime Group Realty Trust.

## Historia
En 1990, Keck, Mahin & Cate, un importante bufete de abogados de Chicago, consideró trasladarse de la Torre Sears a un nuevo edificio entonces en construcción, que sería el 77 West Wacker Drive. Fuentes cercanas a las negociaciones del alquiler afirmaron que Sears estaba intentando mantener a Keck, Mahin & Cate en el edificio. Finalmente, Keck, Mahin & Cate decidió trasladarse al 77 West Wacker, y el Prime Group, promotor del 77 West Wacker, finalizó la construcción del edificio. En 1991, RR Donnelley alquiló 20 000 m² en las plantas 9 a 19 para su sede mundial, y Kemper Securities alquiló 14 000 m².
Tras estos acuerdos, 77 West Wacker tenía una tasa de ocupación del 86%. Jerry C. Davis del Chicago Sun-Times dijo que el resto del espacio era demasiado pequeño para algunos inquilinos. Davis añadió que los alquileres a RR Donnelley y Kemper alteraron significativamente «la complexión del mercado de oficinas de Downtown Chicago.» Keck Mahin & Cate se trasladaron de la Torre Sears al 77 W. Wacker a mediados de 1992; el bufete sufrió una serie de defecciones y decisiones de gestión cuestionables, y finalmente dejó de funcionar en 1997.
En 2004, RR Donnelley firmó una carta de intención para trasladarse fuera de 77 West Wacker. En ese mismo año, McGuireWoods extendió su alquiler ocho años, prolongando su fecha de finalización del 31 de diciembre de 2010 al 31 de diciembre de 2018. Además, McGuireWoods aumentó su espacio alquilado, cambio efectivo a partir del 1 de febrero de 2004. La empresa añadió 6109 m² a los 6301 que tenía anteriormente. Como consecuencia de esta ampliación de McGuireWoods, en febrero de 2004 77 West Wacker estaba alquilado al 92,2%. También en 2004, se prolongó el alquiler de los 12 892 m² del bufete Jones Day en 77 West Wacker quince años, retrasando la fecha de finalización del 30 de septiembre de 2007 al 30 de septiembre de 2022. En 2006, Microsoft extendió el plazo de su alquiler y amplió su espacio a 1151 m², que hicieron un total de 4378 m². Ese mismo año, Greenberg Traurig acordó ampliar su alquiler en 2096 m², dando un total de 9381 m² para esta empresa.
En 2006, United Airlines trasladó sus 350 ejecutivos y algunos empleados de su campus en Elk Grove al 77 West Wacker. El 13 de agosto de 2012, United Continental Holdings anunció su intención de trasladar de nuevo su sede mundial. United Continental Holdings llegó a un acuerdo para alquilar 20 000 m² más en la Torre Willis de Chicago, espacio que se unió al centro de operaciones de la aerolínea, que alquiló unos 44 000 m² iniciales en este edificio en 2010. La empresa dejó sus oficinas en el 77 W. Wacker sin saber qué sucedería con el nombre del edificio. En agosto de 2014, Archer Daniels Midland trasladó a este edificio su sede, situada anteriormente en Decatur (Illinois).

El edificio aparece en la película El negociador de 1998, en la que contiene las oficinas de la División de Asuntos Internos del Departamento de Policía de Chicago.

## Diseño

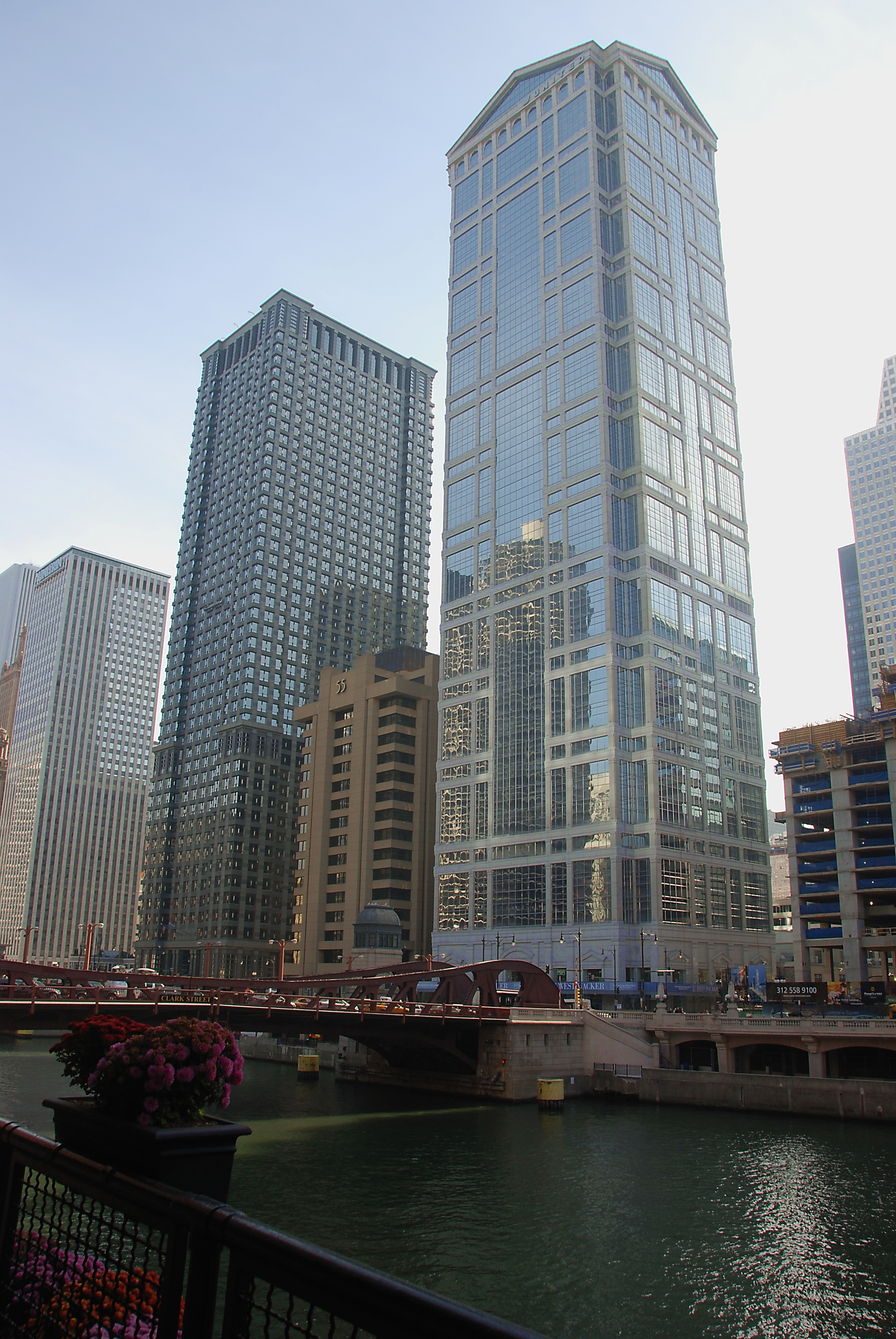
77 West Wacker en su entorno, entre el Leo Burnett Building y la paralizada Waterview Tower.

Steve Baron, presidente de Prime Group Realty, dijo en 1990 que 77 West Wacker tenía «plantas muy compactas prácticamente sin columnas.» Así, los inquilinos no pagarían por espacio no utilizable.
Para mejorar sus vistas de la ciudad, la mayor parte del exterior del edificio está acristalada. La fachada, de proporciones clásicas, tiene superficies de cristal enmarcadas en granito blanco portugués. Los separadores entre las diferentes plantas están conectados por columnas. La planta superior tiene la forma de un frontón griego. La planta baja contiene un atrio de 18 m de altura revestido en mármol gris y blanco. Por la noche, 540 luces iluminan el edificio y sus alrededores, junto con un signo de United añadido en 2008.
El interior tiene un estilo similar. Se repite el estilo griego clásico, con paredes de mármol de Tasos y un techo a casetones de 12 metros de altura de madera de roble blanco.
Una escultura de Xavier Corbero titulada Three Lawyers and A Judge («Tres abogados y un juez») adorna el edificio, al igual que la obra de arte de Antoni Tàpies llamada Big Eyelids («Grandes párpados»). Bofill  también creó una escultura titulada Twisted Columns («Columnas retorcidas») que parece flotar sobre un estanque.

## Transporte
Las líneas de autobús de la Chicago Transit Authority que sirven el edificio son la 22, 24, 29, 62, 124, 146 y 151. Las estaciones más cercanas del Metro son Clark/Lake, de las líneas Naranja, Verde, Azul, Púrpura, Rosa y Marrón, y State/Lake, de las líneas Naranja, Verde, Púrpura, Rosa y Marrón, con una conexión con la Línea Roja en Lake. La línea más cercana del Metra es The Metra Electric Line y sus paradas más cercanas Randolph Street y South Water.